# Benito Juárez (municipalité de Quintana Roo)
Pour les articles homonymes, voir Benito Juárez (homonymie).
Benito Juárez est l'une des municipalités qui composent l'État de Quintana Roo au Mexique. Nommée d'après Benito Juárez, le siège municipal se trouve dans la ville de Cancún.

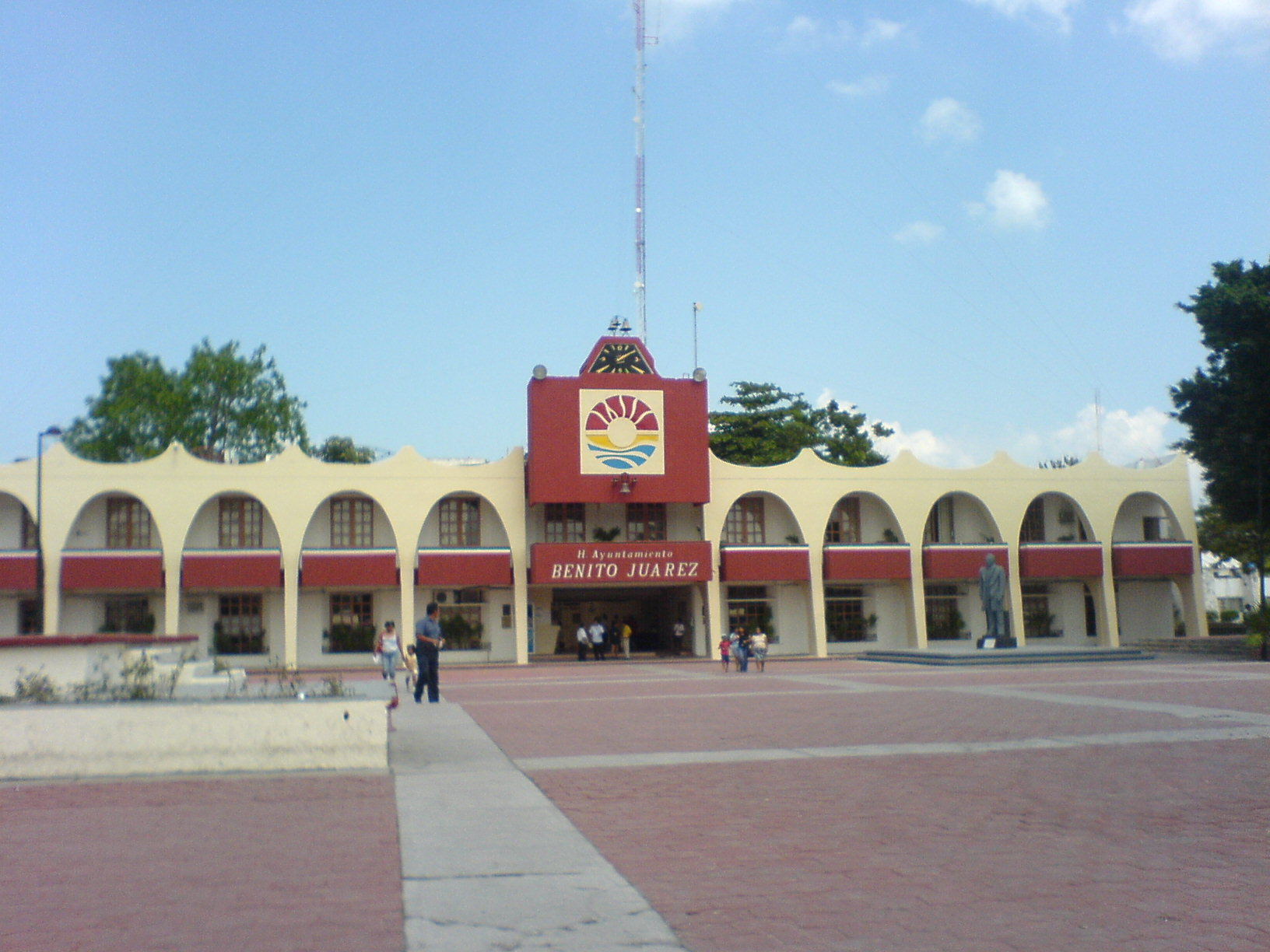
Salle municipale, Cancún